# Aire urbaine de Dieppe
L'aire urbaine de Dieppe est une aire urbaine française centrée sur l'unité urbaine de Dieppe, en Seine-Maritime. Composée de 72 communes, elle comptait 79 876 habitants en 2013.
Au 1er janvier 2016, 14 de ses communes ont fusionné avec quatre autres communes pour former Petit-Caux. L'aire urbaine de Dieppe ne compte donc depuis cette date que 59 communes.

## Caractéristiques en 1999
D'après la définition qu'en donne l'INSEE, l'aire urbaine de Dieppe est composée de 76 communes, situées dans la Seine-Maritime. Ses 81 419 habitants font d'elle la 97e aire urbaine de France.
Cinq communes de l'aire urbaine sont des pôles urbains.
Le tableau suivant détaille la répartition de l'aire urbaine sur le département (les pourcentages s'entendent en proportion du département) :
| Département    | Communes | Communes (%) | Superficie (km2) | Superficie (%) | Population (1999) | Population (%) |
| -------------- | -------- | ------------ | ---------------- | -------------- | ----------------- | -------------- |
| Seine-Maritime | 76       | 10,2         | 533,21           | 8,4            | 81 419            | 6,6            |